# Marion River
Il Marion River è un fiume che attraversa la  contea di Hamilton, al centro dei Monti Adirondack nello Stato di New York, Stati Uniti d'America. Nasce a 550 metri di altezza dal Lago di Blue Mountain, nei pressi dell'omonimo villaggio, e sfocia nel Lago Raquette, del quale è l'unico immissario, presso il villaggio omonimo. Il suo bacino si estende per 87 km2. 
Lungo il suo breve corso vi è un portage che bypassa le rapide del fiume nei pressi del lago Utowanw. Questo portage è stato accorciato dalla costruzione di una diga sul fiume ed è percorso dalla ferrovia del Marion River Carry, che così è diventata la ferrovia a scartamento normale più breve degli Stati Uniti.

## Storia

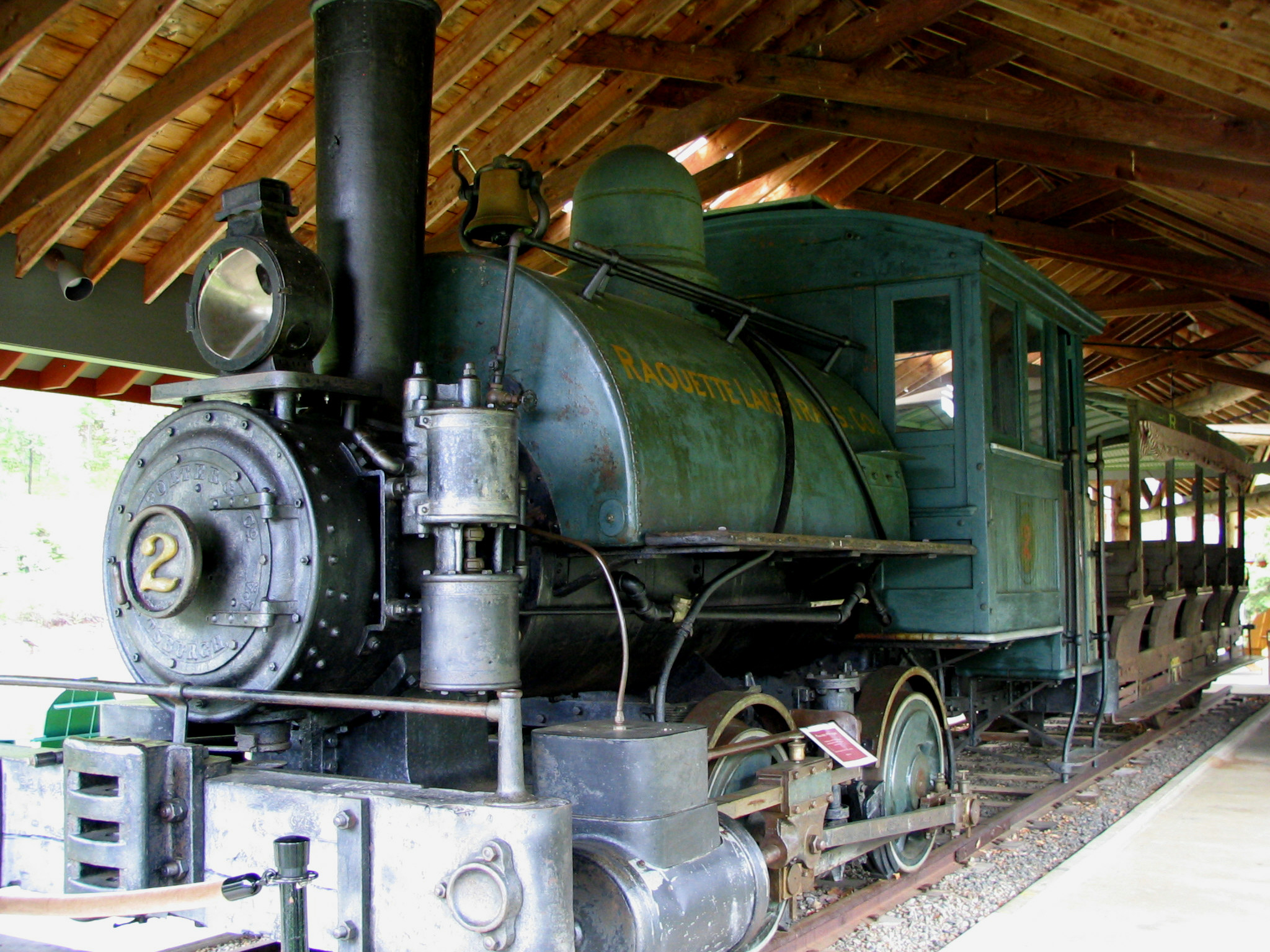
La locomotiva a vapore già in servizio sulla Marion Carry Railroad e oggi nel museo Museo degli Adirondack

Il Marion River ebbe un importante ruolo nello sviluppo della zona central degli Adirondacks. Sia il lago Blue Mountain che il lago Raquette furono acquisiti da Thomas C. Durant, l'imprenditore della ferrovia Union Pacific,, come parte della ferrovia degli Adirondack negli anni 1870.  Durant, suo figlio, William West Durant, e altri parenti costruirono alberghi e grandi Campi su entrambi i laghi. W.W. Durant sbarrò il fiume con una diga vicino alla fine dell'Utowana nel 1879 e mise ivi in funzione una segheria; ciò consentì anche alle imbarcazioni a vapore di viaggiare per gran parte della sua lunghezza. Seguì quindi la Marion Carry Railroad, che fu operativa fino al 1929. Gli sforzi per conservare una delle locomotive a vapore della ferrovia portarono, nel 1947, alla creazione del Museo degli Adirondack sul lago di Blue Mountain, dove la locomotiva può ancor oggi essere ammirata.  È stato anche inconsueto il collegamento della via ferrata da entrambe le parti con imbarcazioni a vapore piuttosto che con altre ferrovie.